# Odile Leperre-Verrier
Pour les articles homonymes, voir Verrier.
Odile Leperre-Verrier, née le 18 octobre 1950 à Orléans (Loiret), est une femme politique française du Parti radical de gauche. Elle est élue au Parlement européen de 1994 à 1999. Elle est franc-maçonne, membre de la Grande loge féminine de France jusqu'en 2014.

## Biographie

### Formation
Psychologue de formation, elle est diplômée de l'Institut d'études politiques de Paris. 

### Carrière politique
Odile Leperre-Verrier est membre du Mouvement des radicaux de gauche, qui devient le Parti radical de gauche en 1994. Elle en est vice-présidente à partir de 2020.
Membre de plusieurs cabinets ministériels, elle est la collaboratrice de Michel Crépeau et de Roger-Gérard Schwartzenberg.
Elle est élue sur la liste française Énergie radicale du Mouvement français des radicaux de gauche, conduite par Bernard Tapie pour la 4e législature du Parlement européen, siégeant du 19 juillet 1994 au 19 juillet 1999. De 1997 à 1999, elle y est vice-présidente de la Délégation pour les relations avec la Suisse, l'Islande et la Norvège.
En 2017, elle est candidate aux élections législatives dans la 6e circonscription des français établis hors de France (Liechtenstein, Suisse) mais son score ne la rend pas éligible pour le second tour.
En 2022, elle est candidate aux élections législatives dans la 2e circonscription de l'Oise pour le Parti radical de gauche,.

### Franc-maçonnerie
Odile Leperre-Verrier est initiée en maçonnerie en 1991 à Paris dans la loge « Isis » de la Grande Loge féminine de France, dont elle est vénérable maître de 2009 à 2012. Pendant son mandat de députée européenne de 1994 à 1999 elle se met en retrait de son activité maçonnique. Par la suite, elle est présidente du convent de 2007, avant d’être chargée par le convent de 2013 des relations avec les Institutions européennes. Le 26 novembre 2014, elle démissionne de sa loge et quitte son obédience, alors qu’elle a été promue seulement cinq mois plus tôt conseillère fédérale, adjointe à la grande maîtresse adjointe aux relations extérieures.
En novembre 2019, elle participe aux travaux de la délégation pour l'élaboration d'une « Journée internationale pour l'élimination de la violence à l'égard des femmes », elle intervient comme représentante du Grand Orient de France.

## Distinction
- Chevalière de l'ordre des Arts et des Lettres (10 février 2016)[9]
- Chevalière de la Légion d'honneur (27 mars 2016)[10].